# La Noce (Rousseau)
Pour les articles homonymes, voir La Noce.
La Noce est un tableau du peintre français Henri Rousseau réalisé vers 1905. Cette peinture à l'huile sur toile est un portrait de groupe représentant, dans un style naïf, différents membres d'une famille et un chien noir autour de jeunes mariés, entre deux rangées d'arbres. Elle est conservée au musée de l'Orangerie, à Paris.

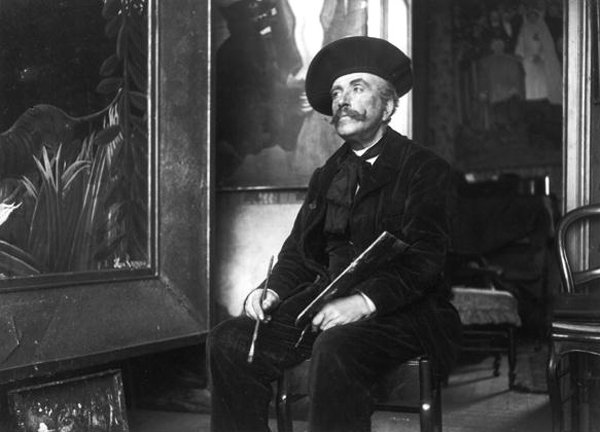
Photographie d'Henri Rousseau avec Éclaireurs attaqués par un tigre, Mauvaise Surprise et La Noce.
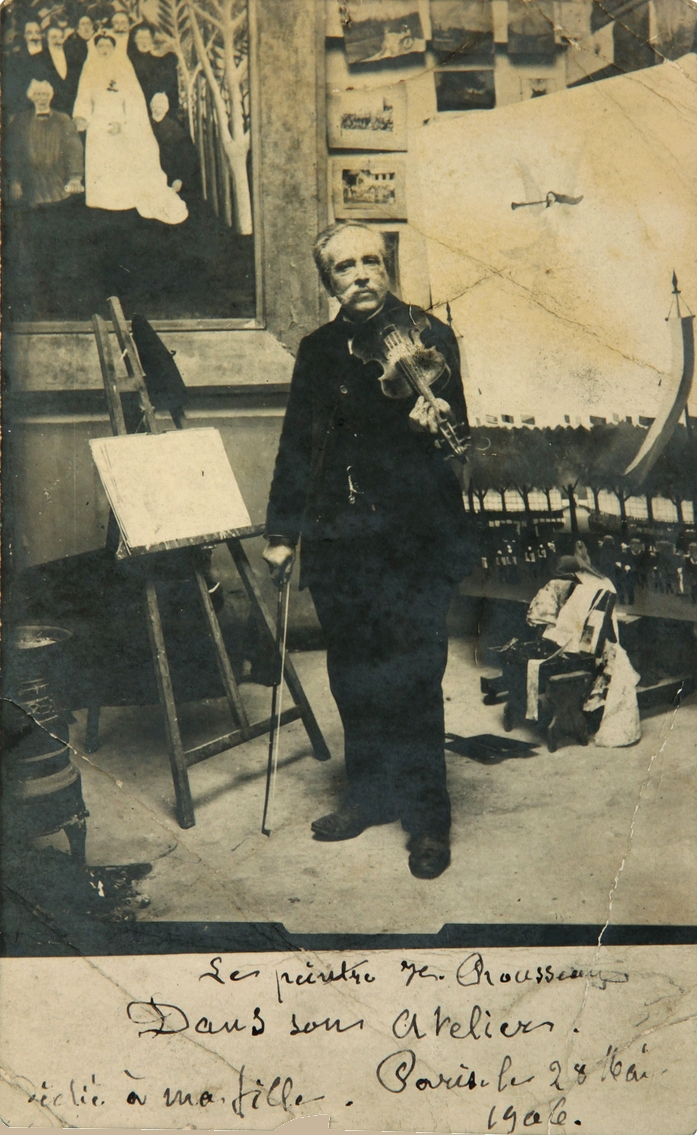
Photographie d'Henri Rousseau entre La Noce et La Liberté invitant les artistes à prendre part à la 22e exposition des Indépendants.

## Description de l'œuvre
Dans ce portrait de groupe, nous observons huit personnages en pied, dont une mariée reconnaissable à sa robe blanche. Cette dernière semble flotter dans les airs et son voile se superpose à la robe de la grand-mère, alors que cette dernière est devant la mariée. Cela vient contredire la perspective suggérée par la position des personnages. Maladresse ? En fait c'est une maladresse cultivée, c'est un repentir, donc un choix délibéré du peintre. Ici, le Douanier Rousseau joue sur l'introduction de l'étrange dans le réel. En témoigne aussi le chien surdimensionné au premier plan.
Le groupe s'insère dans un encadrement d'arbres trop petits et stylisés au feuillage improbable. Le ciel est d'un bleu intense, immatériel. Les arbres et l'arrière plan ocre forment comme une mandorle autour du groupe.